# Міст Кароли
51°03′16″ пн. ш. 13°44′49″ сх. д. / 51.05456° пн. ш. 13.74703° сх. д.
Міст Кароли (нім. Carolabrücke)  — міст через річку Ельбу у Дрездені, один з чотирьох мостів у центрі міста. З'єднує район старого міста Ратенауплац  та нового міста Каролаплац.

## Історія
Міст збудовано між 1892 і 1895 роками під керівництвом Германа Клетте за попередніми планами Карла Манка. Названий на честь королеви Кароли, дружини короля Саксонії Альберта. Міст сягав 340 м завдовжки. Мав проїзну частину завширшки 9,6 метрів з двоколійною трамвайною колією та тротуари шириною 3,2 метра з обох боків. Він стояв на двох опорах, середній проміжок між опорами сягав 61 м, а бічні проміжки - по 59 м.
7 травня 1945 року, за день до закінчення Другої світової війни в Німеччині, підрозділи Ваффен-СС підірвали міст, щоб зупинити наступ радянських військ. У 1952 році всі збережені частини були демонтовані. 
Між 1967 і 1971 роками тривало будівництво нового мосту. Через міст проклали чотирисмугову автомагістраль і трамвайну колію. Міст має ширину 32 метри і складається з трьох надбудов. Щодень він пропускає до 50 тис автомобілів.
11 вересня 2024 року у ночі частина мосту обвалилася. Міст вирішено знести. 
8 січня 2025 року під мостом знайшли англійську 250-кілограмову авіаційну бомбу часів Другої світової війни. Для знешкодження бомби, евакуювали людей з центру міста. Ще одна бомба була знайдена 27 січня. Третю бомбу знайшли 28 січня. 80 років тому, 13 лютого 1945 року, відбулось найбільш руйнівне бомбардування Дрездену.